# 元宮磨崖仏
元宮磨崖仏（もとみやまがいぶつ）は、大分県豊後高田市にある室町時代の磨崖仏である。近隣の熊野磨崖仏、鍋山磨崖仏とともに「熊野磨崖仏附元宮磨崖仏及び鍋山磨崖仏」として国の史跡（1955年2月15日指定）に指定されている。
田染八幡神社の北側の岩壁に抉られた龕に、不動明王を中心として、右に矜羯羅童子、毘沙門天、左に持国天、地蔵菩薩の5体の像が東面して薄肉彫りで刻まれている。不動明王の左側にはかって制吒迦童子があったと言われるが、現存していない。地蔵菩薩は他の像に比べて小さく、後世に付け加えられたものであるとされる。
2001年に磨崖仏を覆う堂が設置されている。